# ستيف ماكلين
ستيفن ماكلين جلينوود (ولد 14 ديسمبر 1954 في أوتاوا،كندا) هو رائد فضاء كندي ومدير وكالة الفضاء الكندية منذ 2 سبتمبر 2008.

## سيرة ذاتية
أكمل تعليمه الابتدائي والثانوي في أوتاوا وحصل على بكالوريوس العلوم في عام 1977. حاصل على شهادة الدكتوراه في الفيزياء في عام 1983 في جامعة يورك في تورونتو، أونتاريو.
من عام 1974 إلى عام 1976، عمل ماكلين في العلاقات العامة والإدارة الرياضية في جامعة يورك. من عام 1976 إلى عام 1977، كان عضوا في فريق الجمباز الوطني الكندي. درس لبعض الوقت في جامعة يورك في الفترة من 1980 إلى 1983. في عام 1983، أصبح أستاذ زائر في جامعة ستانفورد تحت الحائز على جائزة نوبل آرثر شاولو. مختص في فيزياء الليزر، وشملت أبحاثه العمل في البصريات اللإلكترونية والليزر التي يسببه وميض من الجزيئات والبلورات متعدد الفوتونات والتحليل الطيفي بالليزر.
ماكلين شغل منصب أخصائي البعثة 115 STS التي أطلقت في 9 أيلول، 2006، وعادت في 21 سبتمبر 2006. أصبح أول كندي يشغل الذراع الآلية كندارم 2. في 13 سبتمبر، و قام بالسير في الفضاء لأول مرة، حوالي 7 ساعات EVA لتفعيل الألواح الشمسية على الجمالون 4/P3 . الكندي الثاني الذي فعل ذلك من بعد هو كريس هادفيلد.
في عام 1993، حصل على دكتوراه فخرية من الكلية الملكية العسكرية سان جان في كيبيك، جامعة يورك، جامعة أكاديا في ولف فيل، ونوفا سكوتيا. في سبتمبر 2006، افتتح ستيف ماكلين مدرسة رسمية في أوتاوا، تحمل اسمه. في عام 2010 زار المدرسة بمناسبة التقاعد الموكل. تم اختيار ماكلين باعتباره واحد من رواد الفضاء الستة الأوائل في ديسمبر عام 1983.

## مهمات
- STC-52 كولومبيا: كأخصائي حمولة.
- STC-115 أتلانتيس: كأخصائي البعثة.

## وصلات خارجية
- الموقع الرسمي لوكالة الفضاء الكندية